# Jóia
| 전문가 평가                       | 전문가 평가 |
| 평가 점수                         | 평가 점수   |
| 출처                              | 점수        |
| --------------------------------- | ----------- |
| AllMusic                          | [ 2 ]       |
| The Encyclopedia of Popular Music | [ 3 ]       |

《Jóia》는 브라질의 음악가 카에타누 벨로주의 1975년 스튜디오 음반이다. 이 음반은 《Qualquer Coisa》와 동시에 발매되었다. 벨로주와 그의 아내, 그리고 그의 아들이 벌거벗은 모습을 그린 오리지널 커버 아트는 브라질 군부 독재 정권의 검열을 받았고 비둘기만 그려진 것으로 대체되었다.

## 배경
원래는 차기작 《Qualquer Coisa》까지 합친 2장 음반으로 계획됐으나 최종적으로는 별도의 음반으로 동시 발매됐다. 〈Help〉는 비틀즈의 커버로, 벨로주는 차기작 《Qualquer Coisa》에서도 비틀즈의 곡을 다루고 있다. 〈Lua, Lua, Lua, Lua〉와 〈Jóia〉는 가우 코스타에게 제공한 곡 셀프 커버로 코스타 버전은 음반 《Cantar》 (1974년)에 수록돼 있다.

## 커버 아트
오리지널 커버 아트는 벨로주 자신이 그렸지만 자신과 아내와 아들 세 명의 나체가 그려져 있었던 것이 문제가 돼 비둘기 그림만 꺼낸 디자인으로 변경된 버전도 존재한다.

## 곡 목록
모든 곡들은 특별한 언급이 없는 한 카에타누 벨로주에 의해 작사/작곡하였다.
| #   | 제목                          | 작사·작곡                    | 재생 시간 |
| --- | ----------------------------- | ---------------------------- | --------- |
| 1.  | 〈Minha Mulher〉              |                              | 4:46      |
| 2.  | 〈Guá〉                       | 페리뉴 알버커키, 벨로주      | 3:13      |
| 3.  | 〈Pelos Olhos〉               |                              | 2:35      |
| 4.  | 〈Asa, Asa〉                  |                              | 1:36      |
| 5.  | 〈Lua, Lua, Lua, Lua〉        |                              | 3:59      |
| 6.  | 〈Canto Do Povo de Um Lugar〉 |                              | 4:11      |
| 7.  | 〈Pipoca Moderna〉            | 세바스티앙 비아노, 벨로주    | 3:11      |
| 8.  | 〈Jóia〉                      |                              | 1:27      |
| 9.  | 〈Help〉                      | 존 레논, 폴 매카트니         | 2:30      |
| 10. | 〈Gravidade〉                 |                              | 2:55      |
| 11. | 〈Tudo Tudo Tudo〉            |                              | 2:00      |
| 12. | 〈Na Asa Do Vento〉           |                              | 4:08      |
| 13. | 〈Escapulário〉               | 오스왈도 두 안드라지, 벨로주 | 2:17      |